# Городнє (Болградський район)
Горо́днє — село Болградського району Одеської області (Україна) населенням у 5104 особи. Попередні назви села — Градіна, до 1945 року — Чийшія. Адміністративний центр Городненської сільської громади. Є одним із найстаріших болгарських сіл півдня України.

## Географія
Село розташоване за 35 км від районного центру Болград та за 25 км від залізничної станції Чадир-Лунга (Молдова). Простягається по берегах річки Великий Катлабуг.

## Історія

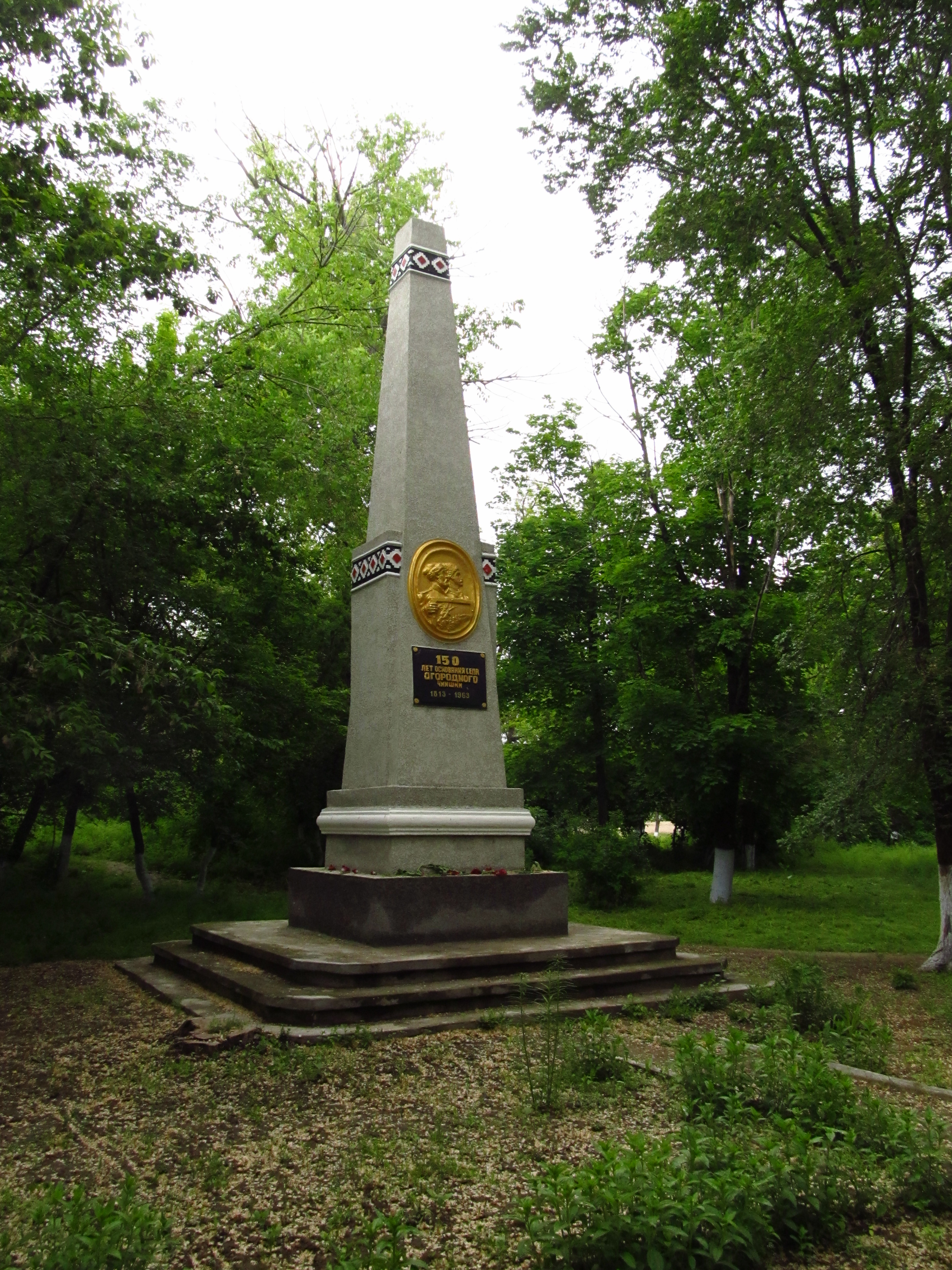
Пам'ятник 150-річчю заснування Чийшії

Археологічні знахідки, виявлені на території села, відносяться до епохи пізньої бронзи. Поблизу нього знайдено також керамічні вироби римського, скіфського, сарматського і слов'янського часів.
Заснування Чийшії пов'язане з переселенням болгар до Російської імперії після російсько-турецької війни 1806 — 1812 років. Рятуючись від переслідування турків, перейшли Дунай та оселились тут у 1813 році сім'ї Богоєвих, Іванових, Мильковських, Генових. Назва села Чийшія — татарського походження, у перекладі — «волога долина».
Оселившись у місцевості з родючими ґрунтами і багатими пасовиськами, жителі Чийшії займались хліборобством та скотарством. Визначне місце у господарстві посідало й городництво, у зв'язку з чим, починаючи з 1827 року, село часто стали називати Градіна, болгарською — город. Дослідник цього краю Аполлон Скальковський також підкреслював, що жителі Чийшії (або Градіни) — добрі хлібороби і винороби.
14 листопада 1945 року було перейменовано село Чийшия Новоіванівського району на село Городнє і Чийшийську сільраду — на Городнянську.
19 липня 2020 року, в результаті адміністративно-територіальної реформи і ліквідації Болградського (1940  – 2020) району, село увійшло до складу новоутвореного Болградського району.

## Населення
Згідно із переписом 1989 року, населення села становило 5476 осіб, 2659 з яких чоловіки та 2817  —жінки.
За переписом населення 2001 року у селі мешкало 5090 осіб.

### Мова
Розподіл населення за рідною мовою згідно даним перепису 2001 року:
| Мова       | Відсоток |
| ---------- | -------- |
| болгарська | 93,75 %  |
| російська  | 2,90 %   |
| українська | 1,49 %   |
| гагаузька  | 0,92 %   |
| молдовська | 0,47 %   |
| циганська  | 0,35 %   |
| білоруська | 0,02 %   |
| вірменська | 0,02 %   |

## Пам'ятки

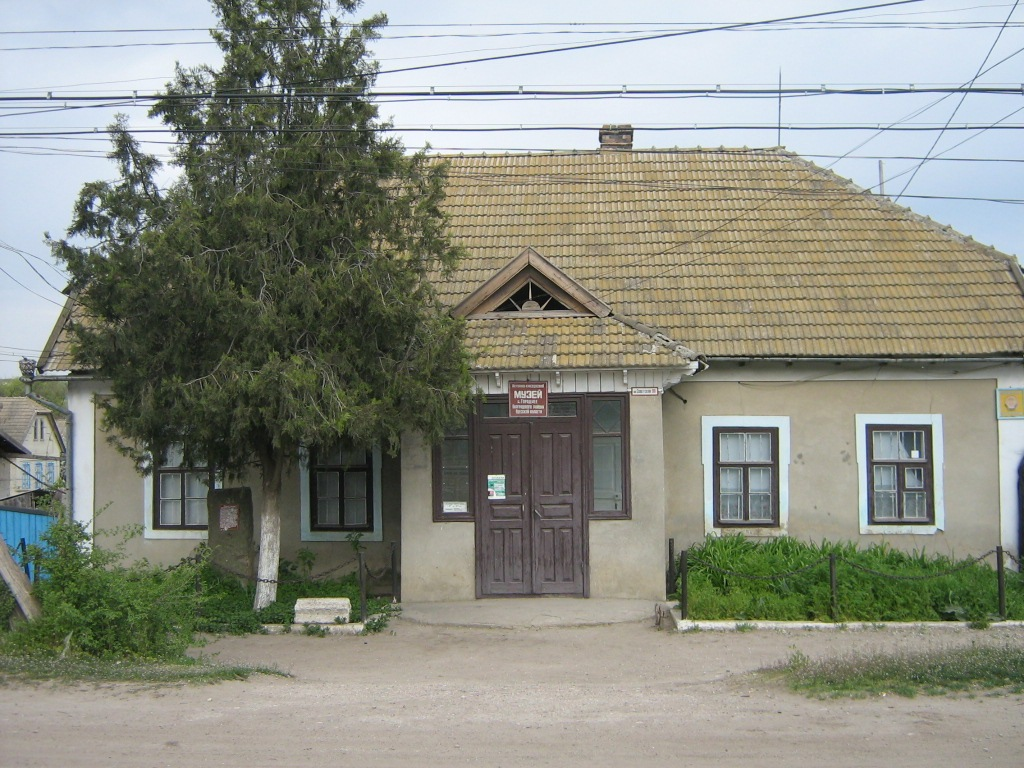
Історико-краєзнавчий музей села Городнє

- Церква Святих Петра і Павла 1847—1877 рр. споруди — одна з небагатьох в усій окрузі, яка збереглася у роки атеїзму, та у якій богослужіння ніколи не припинялися.
- Пам'ятник на честь 150-річчя від дня заснування села 1967 року.
- Пам'ятник на честь 200-річчя від дня заснування села 2013 року.
- Історико-краєзнавчий музей села Городнє — розташовано на вул. Центральній, 98, відкритий у 1982 році. Складається з 7 залів та вуличної експозиції, більше 6 000 експонатів, 80% з них оригінали — предмети побуту, знаряддя праці, національний одяг, документи, у тому числі й перші записи Св. Петро-Павлівської церкви, які датуються з 1820-го року: «Исповеднъя роспіси», «Объск брачный» та «Похозяйственные книги», за допомогою яких місцеві жителі складають власні родоводи.

## Культура
В селі працюють народний ансамбль «Ізвор» Городненского будинку культури, народний оркестр болгарських народних інструментів «Чийшія». Колективи є учасниками всеукраїнських та міжнародних фестивалів.

### Бессарабія Folk
У селі Городнє з 2018 року проходить Міжнародний фольклорний фестиваль народної творчості «Бессарабія Folk». Серед учасників першого фестивалю були представники різних куточків української Бессарабії — сіл Городнє, Кубей, Дмитрівка, Нові Трояни, Каракурт, Криничне (Болградського району), Кам'янка, Утконосівка (Ізмаїльського району), Камчик (Білгород-Дністровський район), Рівне (Татарбунарський район), Виноградівка (Тарутинський район), м. Рені, а також танцювально-співочий колектив з міста Тараклія (Молдова). Колективи є носіями болгарської, української, гагаузської, молдовської культур.
Географія учасників другого фестивалю розширилася за рахунок Болгарії. У номінації «Соло» перемогли Сергій Нейчев (с. Кирнички Ізмаїльського району) та Євгенія Шлапак (с. Городнє Болградського району). Серед вокальних ансамблів — «Дулакчія» (с. Розділені Арцизького району). Кращі хореографічні колективи — старша група ансамблю «Ізвор» (с. Городнє) та «Колорит» (с. Кам'янка Ізмаїльського району). Переможці отримали сертифікати на участь в етнофестивалі «Рожен» у Болгарії.
Дата проведення третього фестивалю анонсована на 2 травня 2020 року. Заявки приймаються у чотирьох номінаціях — танцювальний, вокальний колектив, соло й театральна постановка.
Головним спонсором етнофестивалю від заснування є Громадська організація «Центр розвитку Бессарабії» (засновник — меценат Віктор Куртєв).

### Мірудія
Село Чийший славиться на всю Бесарабію ароматною мірудією – спецією та місцевим спеціалітетом. Адже понад двісті років тому до цих країв переселилися болгари з Балкан. І, приїхавши до Бесарабії, предки привезли із собою не лише виноградну лозу та овець, вони приїхали зі своїми спеціями та своїми традиціями їхнього вирощування та виробництва.  Так тут з'явився чукан піпер (бесарабський спеціалітет - червона сушена паприка подрібнена вручну) і мірудія - суміш висушених і подрібнених ароматних трав.

### Гушки
Місцеві голубці мають назву «гушки». В пропарене листя винограду загортають начинку, яка складається з рису чи булгуру, готують їх з додаванням певних трав: кропу, петрушки, м'яти.

## Відомі мешканці
- Нєдов Петро Миколайович (нар. 1926) — радянський фітопатолог-імунолог, доктор біологічних наук (народився в селі)[17].
- Червенков Микола Миколайович[ru] (нар. 2 січня 1948) — радянський та молдовський болгарист, діяч національного руху болгар Молдови та України.